# Tổng giáo phận Philadelphia
Tổng giáo phận Công giáo Rôma Philadelphia là một lãnh thổ giáo hội hoặc giáo phận của Giáo hội Công giáo Rôma ở phía đông nam Pennsylvania, Hoa Kỳ. Nó bao gồm Thành phố và quận Philadelphia cũng như các quận Bucks, Chester, Del biết và Montgomery. Giáo phận đã được Giáo hoàng Pius VII dựng lên vào ngày 8 tháng 4 năm 1808, từ các lãnh thổ của Tổng giáo phận Baltimore. Ban đầu giáo phận bao gồm tất cả Pennsylvania, Del biết, và bảy quận và một phần của ba quận ở New Jersey. Giáo phận đã được nâng lên phẩm giá của một tổng giáo phận đô thị vào ngày 12 tháng 2 năm 1875. Chỗ ngồi của tổng giám mục là Nhà thờ chính tòa thánh đường Thánh Peter và Paul.
Nó cũng là Tòa thị chính của Giáo tỉnh Philadelphia, bao gồm các tòa thánh nhìn thấy hậu trường của Allentown, Altoona-Johnstown, Erie, Greensburg, Harrisburg, Pittsburgh và Scranton. Lãnh thổ của tỉnh này cùng tồn tại với tiểu bang Pennsylvania.